# Fabio Massari
Fabio Massari (São Paulo, 20 de setembro de 1964), também conhecido como "Reverendo", é um jornalista e radialista brasileiro.
Foi VJ da MTV Brasil entre 1991 e 2003. Se destacou como jornalista do mundo da música, mais especificamente sobre rock alternativo.

## Carreira
Após cursar 2 anos de Engenharia pela FAAP, passa 6 meses estudando inglês na Inglaterra, em 1984. Massari retorna e cursa Comunicação Social na mesma universidade, onde se forma em 1989.
Trabalhou na 89 Rádio Rock FM durante oito anos, onde foi coordenador artístico e apresentou o Programa Rock Report.
Na MTV, foi apresentador dos programas Lado B, Mondo Massari, Jornal da MTV, Clássicos MTV, Base 2.0 entre outros.
Colaborador de jornais e revistas, também passou por IG, Yahoo Brasil e Oi FM (com o programa ETC.).
Em 2021, passa a apresentar o programa "Heavy Lero", junto com Gastão Moreira e Clemente Nascimento, no canal Kazagastão no YouTube.

### Livros e HQ
Em 2001, lança seu primeiro livro chamado Rumo à Estação Islândia, que trata sobre a cena musical da Islândia, dos anos 60 até os dias atuais.
Dois anos depois, sai Emissões Noturnas - Cadernos Radiofônicos de FM, que traz registros do seu programa "Rock Report", da Rádio 89 FM.
Em 2007, organiza a obra Zappa: Detritos Cósmicos, que reúne crônicas, memórias, fragmentos, caricaturas e até história em quadrinhos assinados por 38 colaboradores.
Em 2013, escreve Mondo Massari - Entrevistas, Resenhas, Divagações & Etc, obra que reúne o melhor da sua produção autoral nos últimos 14 anos.
Em 2015, lança Alguém Come Centopeias Gigantes?, que traz uma seleção das entrevistas publicadas originalmente no icônico fanzine Search & Destroy (1977-79), que cobriu o nascimento do punk rock, e na revista RE/Search, criada em 1980. No mesmo ano sai a HQ Malcolm, com ilustrações do gaúcho Luciano Thomé, que apresenta a entrevista que Massari fez com Malcolm McLaren em 1995.
Em 2021, publica o livro 84: O Álbum Inglês, onde conta sobre sua estadia em Bournemouth, na Inglaterra, em 1984, quando assistiu shows de David Gilmour, Santana, Roger Waters, Ozzy Osbourne, AC/DC, Motörhead, Iron Maiden, Elton John, Van Halen, Frank Zappa e muitos outros, além de ter conhecido os pequenos clubes e palcos mitológicos como o Hammersmith Odeon, e o estádio de Wembley.
Em 2022, lança o livro "83/92 - Um Álbum Italiano", que relata as descobertas no país europeu neste período, como selos italianos, lojas de discos, a história da Radio Popolare, a cena de revistas de música, literatura e uma discografia italiana, com discos dos anos 1960 até os dias atuais.

#### Relação
- Rumo à Estação Islândia (2001, Conrad Editora)
- Emissões Noturnas - Cadernos Radiofônicos de FM (Grinta Cultural - 2003)
- Zappa: Detritos Cósmicos, sobre o guitarrista Frank Zappa (2007, Conrad Editora)
- Mondo Massari - Entrevistas, Resenhas, Divagações & Etc (2013, Edições Ideal)[20][21]
- HQ: Malcolm - com ilustrações de Luciano Thomé (2013, Edições Ideal)[22]
- Alguém Come Centopeias Gigantes? (2015, Edições Ideal)[23]
- 84: O Álbum Inglês (2021, Terreno Estranho)[24]
- "83/92 -Um Álbum Italiano" (2022, Terreno Estranho)